# Matt Young (baseball, 1982)
Matthew Earl Young (né le 3 octobre 1982 à Temple, Texas, États-Unis) est un ancien joueur de champ extérieur des Ligues majeures de baseball.

## Biographie

### Carrière scolaire et universitaire
Après des études secondaires à la Piano East High School de Plano (Texas), Matt Young suit des études supérieures à l'université du Nouveau-Mexique où il porte les couleurs des Lobos du Nouveau-Mexique de 2002 à 2004.

### Ligues mineures
Young renonce à sa dernière année universitaire et signe chez Braves d'Atlanta en août 2004.
Il passe six saisons en Ligues mineures au sein de l'organisation des Braves avec les Braves de Rome (A, 2005), les Pelicans de Myrtle Beach (A+, 2006-2007), les Braves du Mississippi (AA, 2006-2009) et les Braves de Gwinnett (AAA, 2009-2010). En 2010, il prend part à 134 matchs en Triple-A, pour une moyenne au bâton de ,300 et 39 bases volées.
Durant les hivers 2009-2010 et 2010-2011, il s'aligne en Ligue mexicaine du Pacifique avec les Mayos de Navojoa. Il enregistre une moyenne au bâton de ,379 en première phase du championnat 2010-2011, record du genre lors de cette édition.

### Ligue majeure
Young est inclus dans l'effectif actif des Braves à l'ouverture de la saison 2011 en raison de sa vitesse sur les bases, de ses bonnes performances au bâton et pour servir de remplaçant au champ centre titulaire Nate McLouth. Il fait ses débuts en Ligue majeure le 3 avril 2011 comme coureur suppléant et parvient à marquer un point. Le 7 avril, il réussit son premier coup sûr au plus haut niveau, face au lanceur des Brewers de Milwaukee John Axford.
Young joue cinq matchs avec les Tigers de Détroit en 2012. Il rejoint les Cardinals de Saint-Louis le 17 août de la même année.